# Hideki Uchidate
Hideki Uchidate (内舘 秀樹 Uchidate Hideki?), född 15 januari 1974 i Saitama prefektur, är en japansk före detta fotbollsspelare.
Uchidate började sin karriär 1996 i Urawa Reds. Han spelade 220 ligamatcher för klubben. Med Urawa Reds vann han AFC Champions League 2007, japanska ligan 2006, japanska ligacupen 2003 och japanska cupen 2005, 2006. Han avslutade karriären 2008.